# Énergie en Argentine
Le secteur de l'énergie en Argentine est dominé par les énergies fossiles, en particulier le gaz naturel et le pétrole, qui couvraient respectivement 46 % et 38 % de la consommation d'énergie primaire du pays en 2022.
La consommation d'énergie primaire par habitant de l'Argentine en 2022 se situe 4,6 % au-dessous de la moyenne mondiale et de 27 % à celle du Brésil, mais inférieure de 39 % à celle de la France et de 72 % à celle des États-Unis.
L'électricité assure 20,8 % de la consommation finale de l'Argentine en 2020. La production d'électricité en 2022 est dominée par les énergies fossiles : 65,8 %, en particulier par le gaz naturel : 53,3 % et le pétrole : 11,1 % ; la part du nucléaire dans la production électrique n'est plus que de 5 % contre 14,3 % en 1990 et celle des énergies renouvelables de 28,7 % contre 35,8 % en 1990 ; les centrales hydroélectriques produisent 15,8 % de l'électricité du pays (35,6 % en 1990) ; la part de l'éolien atteint 9,4 %, en forte progression, celle du solaire 1,9 % et celle de la biomasse 1,5 %. Le parc éolien a plus que doublé sa puissance en 2019.
Les émissions de CO2 liées à l'énergie par habitant en Argentine étaient en 2021 inférieures de 13 % à la moyenne mondiale, mais supérieures de 85 % à celle de l'Amérique latine.

## Production d'énergie fossile

La production de pétrole du pays ne couvre plus sa consommation.

L'Argentine est devenu importatrice de gaz naturel.

### Réserves
L'Argentine possède quatre bassins producteurs de pétrole et de gaz, chacun possédant des roches sources du jurassique et du crétacé
. Les bassins de Mendoza et Neuquen se situent dans les contreforts des Andes, le bassin San Jorge se situe en Patagonie centrale et se prolonge dans le golfe éponyme, le bassin Austral se situe en Terre de feu.
Dans ce dernier, une partie de la production est offshore, le gisement Vega Pleyade opéré par TOTAL est d'ailleurs le gisement d'hydrocarbures le plus méridional exploité dans le monde.
Les réserves prouvées de pétrole de l'Argentine étaient estimées par l'Agence fédérale allemande pour les sciences de la terre et les matières premières (BGR) à 342 Mt (millions de tonnes) fin 2020, soit 0,14 % du total mondial, loin derrière le Venezuela (19,3 %), l'Arabie saoudite (16,2 %), le Canada (10,8 %), le Brésil (0,7 %) et l'Équateur (0,5 %). Elles représentaient 14 années de production au rythme de 2020. Le BGR estime les ressources ultimes supplémentaires à 4 183 Mt.
Les réserves prouvées de gaz naturel étaient estimées par BGR à 397 Gm3 (milliards de m3) fin 2020, soit 0,19 % du total mondial ; elles représentent 9 années de production au rythme de 2020. Le BGR estime les ressources ultimes supplémentaires à 23 710 Gm3, soit 3,8 % du total mondial.

### Production
L'Argentine a produit 32,8 Mt de pétrole brut en 2022, en hausse de 12,8 %, soit 0,7 % de la production mondiale, au 4e rang en Amérique du sud, derrière le Brésil (3,7 %), la Colombie (0,9 %) et le Venezuela (0,8 %).
La production de gaz du pays a fortement augmenté jusqu'en 2006, où elle a culminé à 46 Gm3. Elle a ensuite décliné, tombant à 34,5 Gm3 en 2014, avant de remonter à 41,6 Gm3 en 2022, soit 1,50 EJ, ce qui représente 1 % de la production mondiale, au 1er rang en Amérique du sud.

## Importation, transformation et consommation d'énergie fossile
Le pays possède plusieurs raffineries dont la capacité de distillation totale s'élève en 2022 à 580 000 bl/j (barils par jour).
La production de gaz du pays ne suffisant plus à ses besoins, l'Argentine importe du gaz par deux biais en 2017 : 
- 6,3 Gm3 ont été importés de Bolivie par gazoducs ;
- 4,8 Gm3 ont été importés sous forme de gaz naturel liquéfié principalement du Qatar, d'Afrique et de Trinité-et-Tobago grâce au terminal de regazéification situé à Bahía Blanca.

En 2020, l'Argentine a exporté 168 PJ de pétrole brut, soit 13,7 % de sa production ; elle a importé 72 PJ de produits pétroliers et en a exporté 143 PJ, et a importé 253 PJ de gaz naturel.

## Consommation intérieure d'énergie primaire
Selon l'Energy Institute, la consommation d'énergie primaire de l'Argentine atteint 3,60 EJ en 2022, en hausse de 3,7 % par rapport à 2021 et de 6 % depuis 2012. Sa part dans la consommation mondiale est de 0,6 %, loin derrière le Brésil (2,2 %). Elle se répartit en 85 % d'énergies fossiles (gaz naturel : 46 %, pétrole : 38 %, charbon : 1 %), 2 % d'énergie nucléaire et 13 % d'énergies renouvelables, dont 6 % d'hydroélectricité. Sa consommation par habitant est de 79,2 GJ, supérieure de 4,6 % à la moyenne mondiale et de 27 % à celle du Brésil, mais inférieure de 39 % à celle de la France et de 72 % à celle des États-Unis. Les conventions de l'Energy Institute diffèrent sensiblement de celles de l'AIE.
| Source                                                  | 1990  | % 1990 | 2020  | % 2020 | var. 2020/1990 |
| Charbon                                                 | 39    | 2,2 %  | 36    | 1,7 %  | -9 %           |
| Pétrole                                                 | 856   | 46,6 % | 982   | 31,8 % | +15 %          |
| Gaz naturel                                             | 729   | 39,7 % | 1 676 | 54,2 % | +130 %         |
| Total fossiles                                          | 1 624 | 88,4 % | 2 694 | 87,2 % | +83 %          |
| Nucléaire                                               | 79    | 4,3 %  | 117   | 3,8 %  | +47 %          |
| Hydraulique                                             | 64    | 3,5 %  | 85    | 2,8 %  | +33 %          |
| Biomasse-déchets                                        | 67    | 3,6 %  | 139   | 4,5 %  | +109 %         |
| Éolien, solaire                                         |       |        | 39    | 1,3 %  | ns             |
| Total EnR                                               | 130   | 7,1 %  | 263   | 8,5 %  | +111 %         |
| Solde exp.électricité                                   | 3     | 0,2 %  | 17    | 0,5 %  | +467 %         |
| Total                                                   | 1 837 | 100 %  | 3 091 | 100 %  | +68 %          |
| Source des données : Agence internationale de l'énergie |       |        |       |        |                |

## Consommation d'énergie finale
La consommation d'énergie finale de l'Argentine (après raffinage ou transformation en électricité et transport) atteignait 2 150 PJ en 2020, dont 75,4 % de combustibles fossiles (36,9 % de produits pétroliers, 37,7 % de gaz naturel et 0,8 % de charbon), 20,8 % d'électricité et 3,8 % de biomasse. Depuis 1990, cette consommation a progressé de 72 % et celle d'électricité de 208 %. La consommation de 2020 se répartit en 25,5 % pour l'industrie, 27 % pour le transport, 26,5 % pour le secteur résidentiel, 8,0 % pour le secteur tertiaire, 6,3 % pour l'agriculture et 6,8 % pour les usages non énergétiques (chimie).

## Secteur électrique
Le pays a un objectif de 10 GW de renouvelable non-hydro (principalement éoliens, mais ce chiffre inclut aussi le solaire, le biogaz et la biomasse) avant 2026.
L'Argentine a produit 143,7 TWh d'électricité en 2020, ce qui la place en deuxième position sur le continent sud-américain après le Brésil (654 TWh).

### Production d'électricité

Production d'électricité en Argentine, 1980-2019.

Selon les estimations de l'Energy Institute, l'Argentine a produit 150,8 TWh d'électricité en 2022, en baisse de 1,5 % en 2022; mais en hausse de 11 % depuis 2012, soit 0,5 % de la production mondiale. Cette production est tirée des combustibles fossiles pour 65,8 % (gaz naturel : 53,3 %, pétrole : 11,1 %, charbon : 1,4 %), du nucléaire pour 5,0 % et des énergies renouvelables pour 28,7 % (hydroélectricité : 15,8 %, autres : 12,9 %). La production éolienne est estimée à 14,2 TWh (9,4 %), celle du solaire à 2,9 TWh (1,9 %) et celles des autres renouvelables (biomasse et déchets) à 2,3 TWh (1,5 %).
| Source                                                  | 1990  | % 1990 | 2020   | % 2020 | var. 2020/1990 |
| Charbon                                                 | 1,06  | 2,1 %  | 1,87   | 1,3 %  | +76 %          |
| Pétrole                                                 | 6,11  | 12,0 % | 6,72   | 4,7 %  | +10 %          |
| Gaz naturel                                             | 18,29 | 35,8 % | 87,07  | 60,6 % | +376 %         |
| Total fossiles                                          | 25,46 | 49,9 % | 95,66  | 66,6 % | +276 %         |
| Nucléaire                                               | 7,28  | 14,3 % | 10,71  | 7,5 %  | +47 %          |
| Hydraulique                                             | 18,14 | 35,6 % | 24,26  | 16,9 % | +34 %          |
| Biomasse                                                | 0,13  | 0,3 %  | 2,31   | 1,6 %  | +1639 %        |
| Éolien                                                  |       |        | 9,41   | 6,5 %  | ns             |
| Solaire                                                 |       |        | 1,34   | 0,9 %  | ns             |
| Total EnR                                               | 18,27 | 35,8 % | 37,33  | 26,0 % | +104 %         |
| Total                                                   | 51,01 | 100 %  | 143,70 | 100 %  | +182 %         |
| Source des données : Agence internationale de l'énergie |       |        |        |        |                |

### Centrales thermiques
Les centrales thermiques sont le mode de production d'électricité dominant en Argentine, avec environ 20 GW installés. Les grandes centrales tournent surtout au gaz naturel, la plupart utilisent la technologie du Cycle combiné qui offre le meilleur rendement. Le charbon et le fioul lourd sont aussi utilisés par quelques centrales. Enfin, dans des régions plus isolées, il existe des centrales diesel utilisant du fioul distillé.

### Centrales hydroélectriques

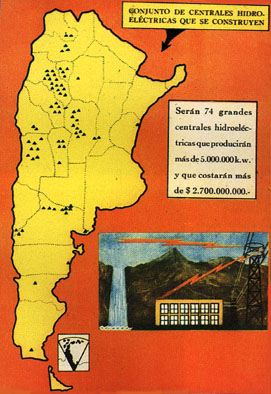
Centrales hydroélectriques prévues par le premier Plan quinquennal de l'Argentine.

Les centrales hydroélectriques de l'Argentine totalisent une puissance de 11 359 MW fin 2022, au 4e rang en Amérique du sud, dont 974 MW de pompage-turbinage ; elles ont produit 31 TWh en 2022. Les mises en service de 2022 sont de 14 MW.
En 2020, leur production de 24,26 TWh représentait 16,9 % de la production d'électricité du pays contre 35,6 % en 1990 et 20,8 % en 2018.
Le potentiel hydroélectrique de l'Argentine est estimé à 33 GW, dont seulement un tiers est exploité.
Le Barrage de Yacyretá (3 100 MW), ouvrage binational mis en service en 1998 sur le Rio Paraná à la frontière avec le Paraguay, est de loin le barrage le plus important. En 2017, l'Argentine et le Paraguay ont fini par trouver un accord sur le partage des coûts de construction du barrage, ouvrant la voie pour une modernisation de l'ouvrage.
Le barrage de Salto Grande (1 890 MW), ouvrage binational mis en service de 1979 à 1982 sur le Río Paraguay à la frontière avec l'Uruguay, a longtemps fourni la moitié de l'électricité de l'Uruguay.

Barrages de Yacyretá et de Salto Grande
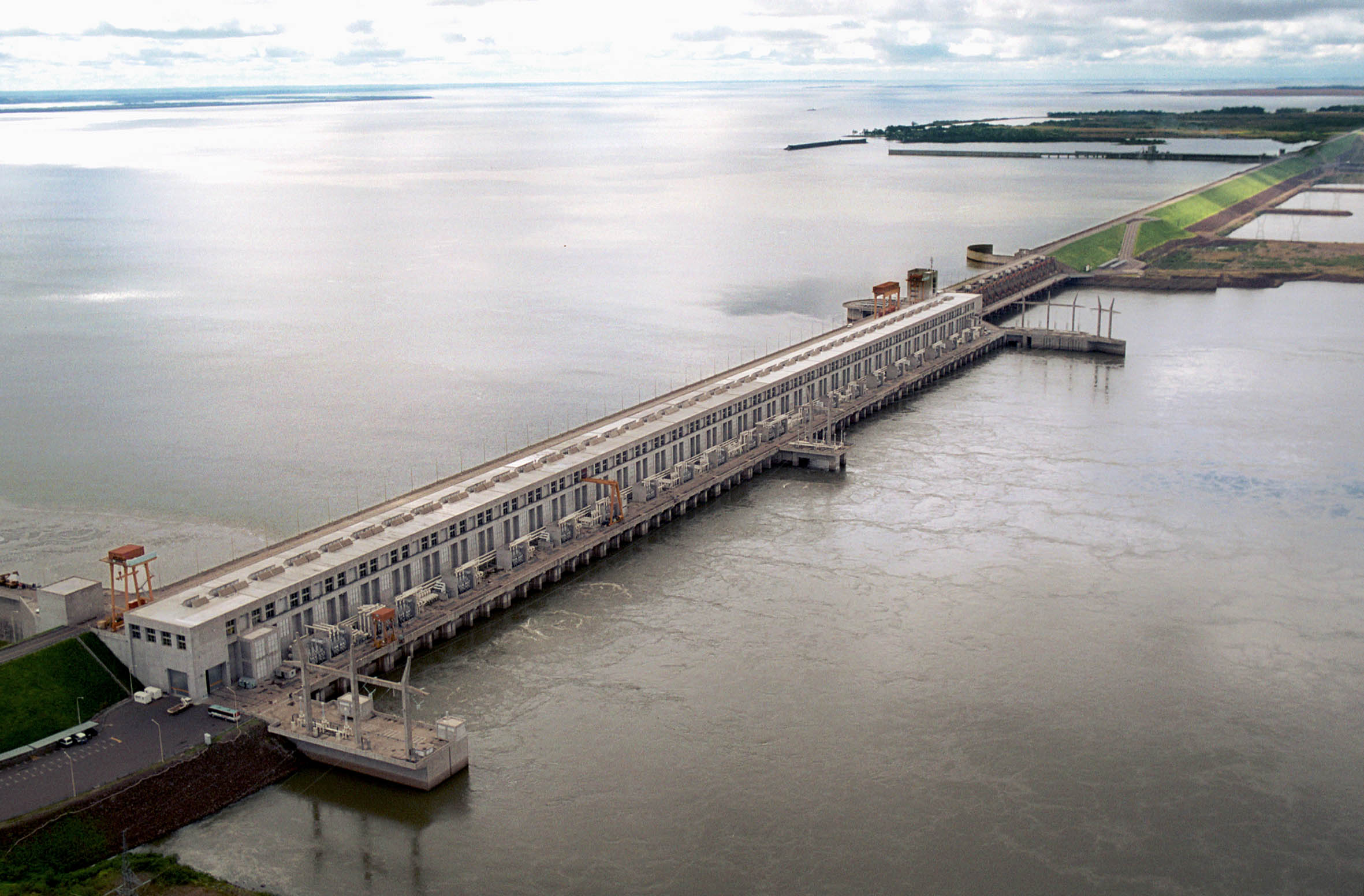
Barrage de Yacyretá, 2006.
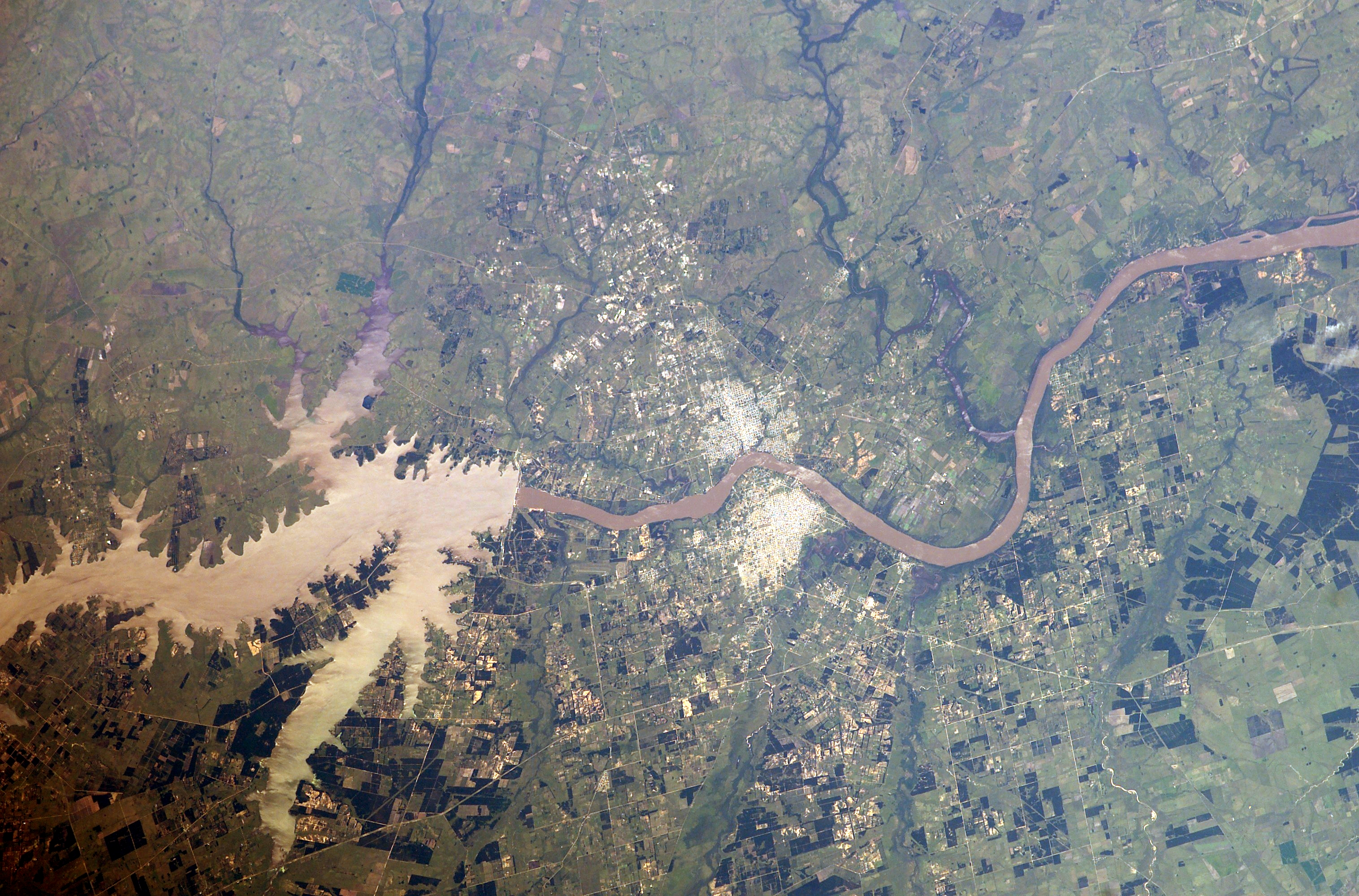
Réservoir du barrage de Salto Grande - image satellite, NASA 2003.
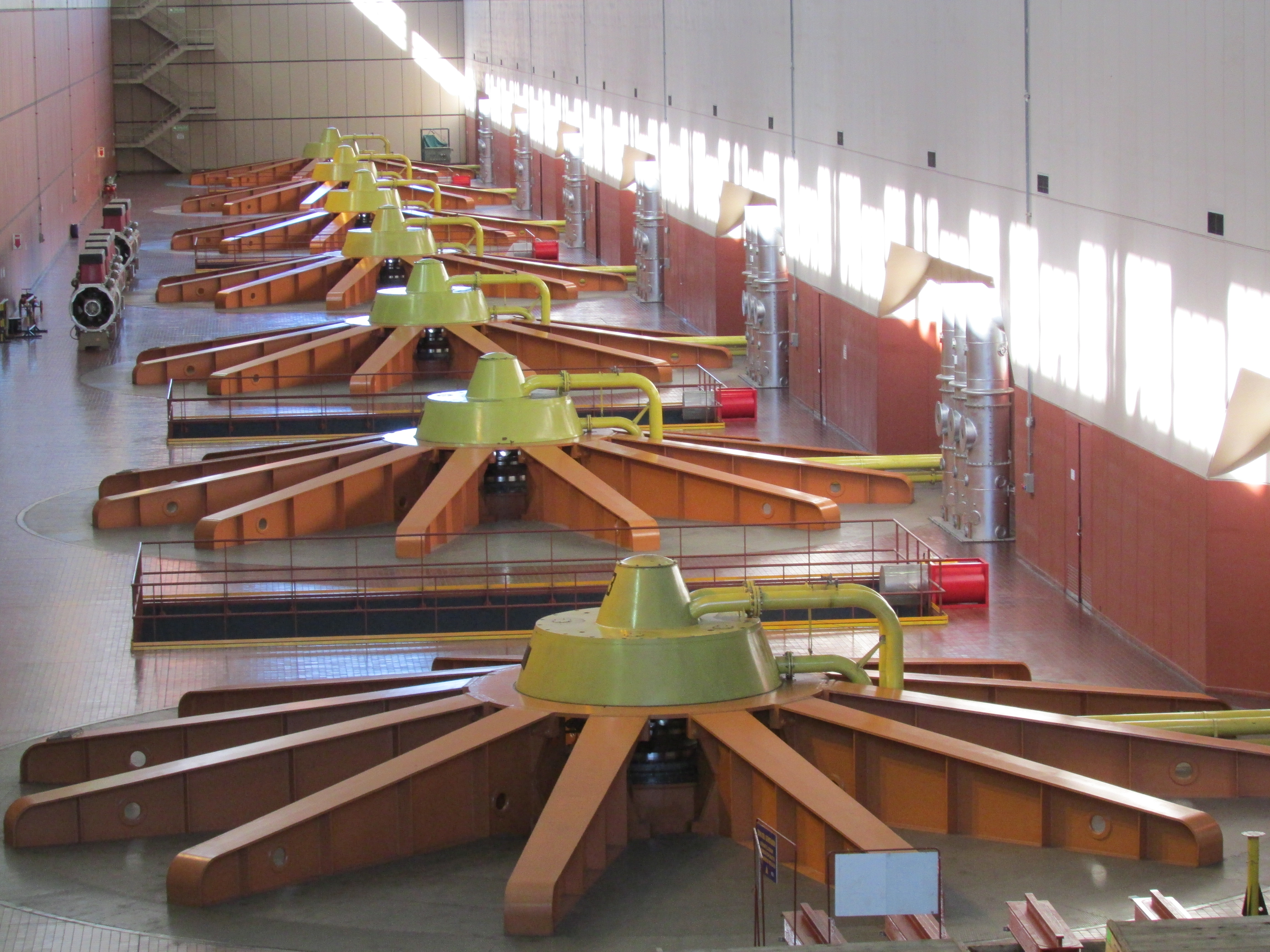
Turbines de la centrale de Salto Grande, 2014.

Complexe de Cerros Colorados
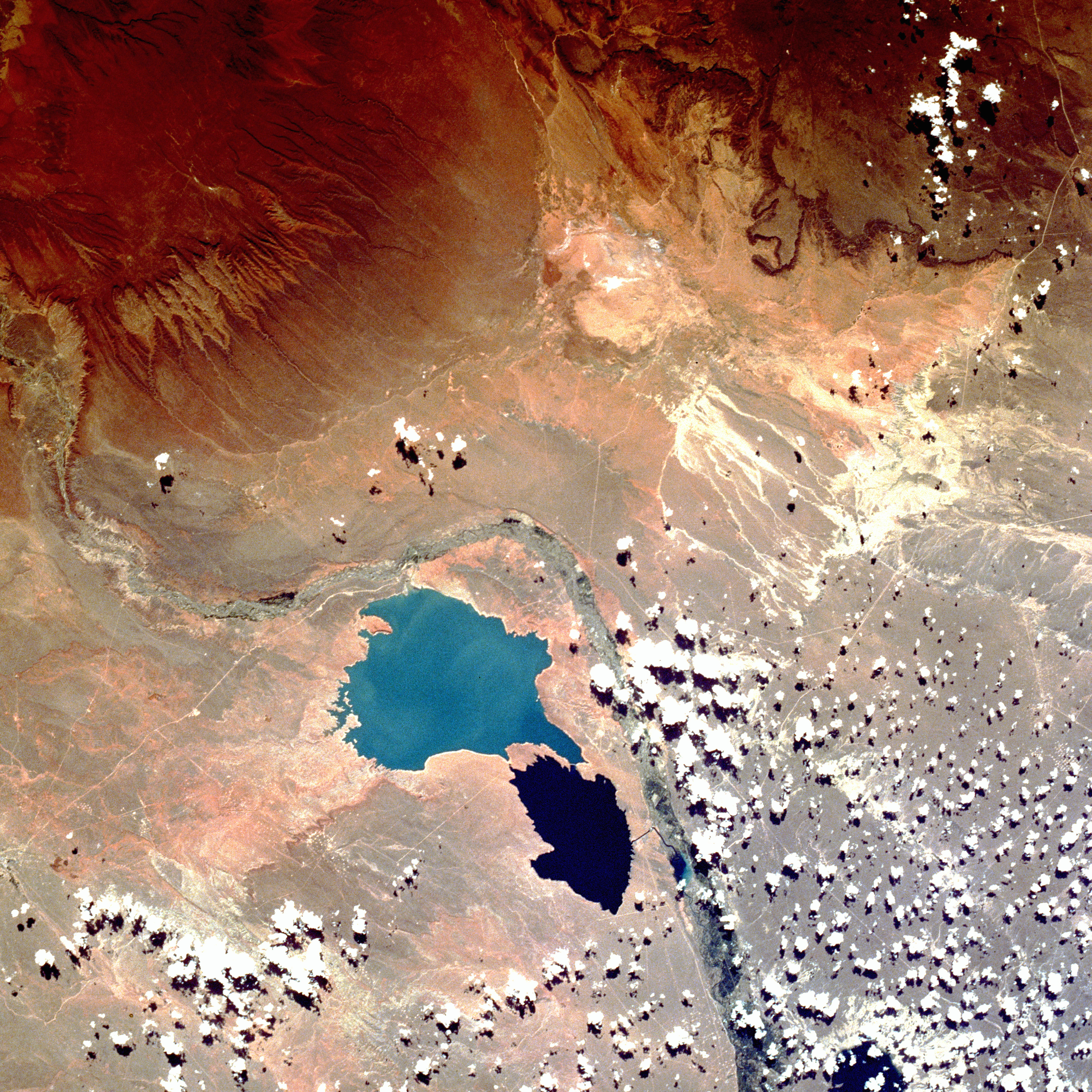
Complexe de Cerros Colorados en 1990.
Complexe de Cerros Colorados en 2006.

Le Complexe de Cerros Colorados sur le Río Neuquén est composé du barrage de Portezuelo Grande, du lac Los Barreales et du lac Mari Menuco, et de la centrale hydroélectrique de Planicie Banderita (479 MW).

Barrages du Río Limay
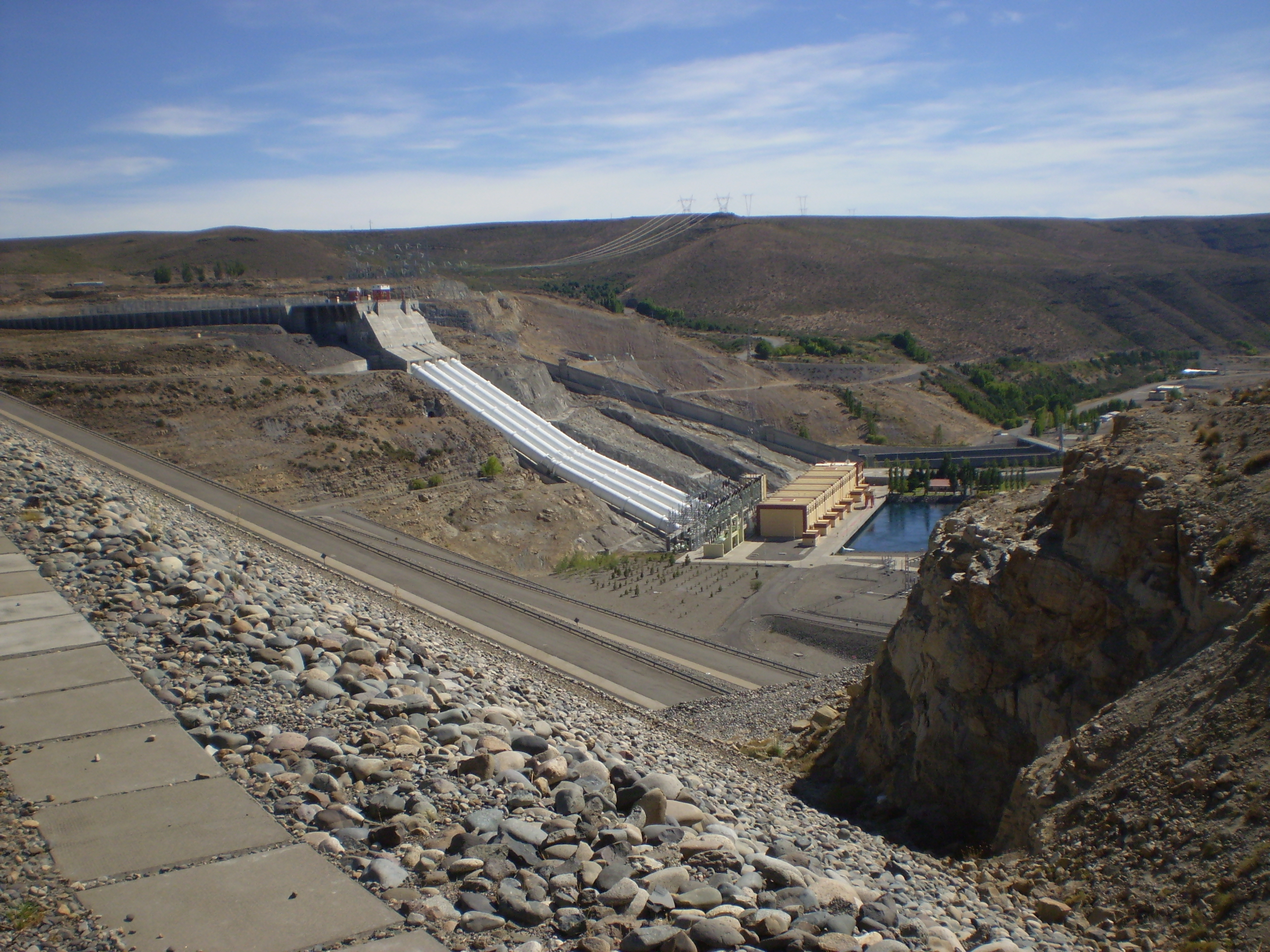
Barrage d'Alicurá, 2008.
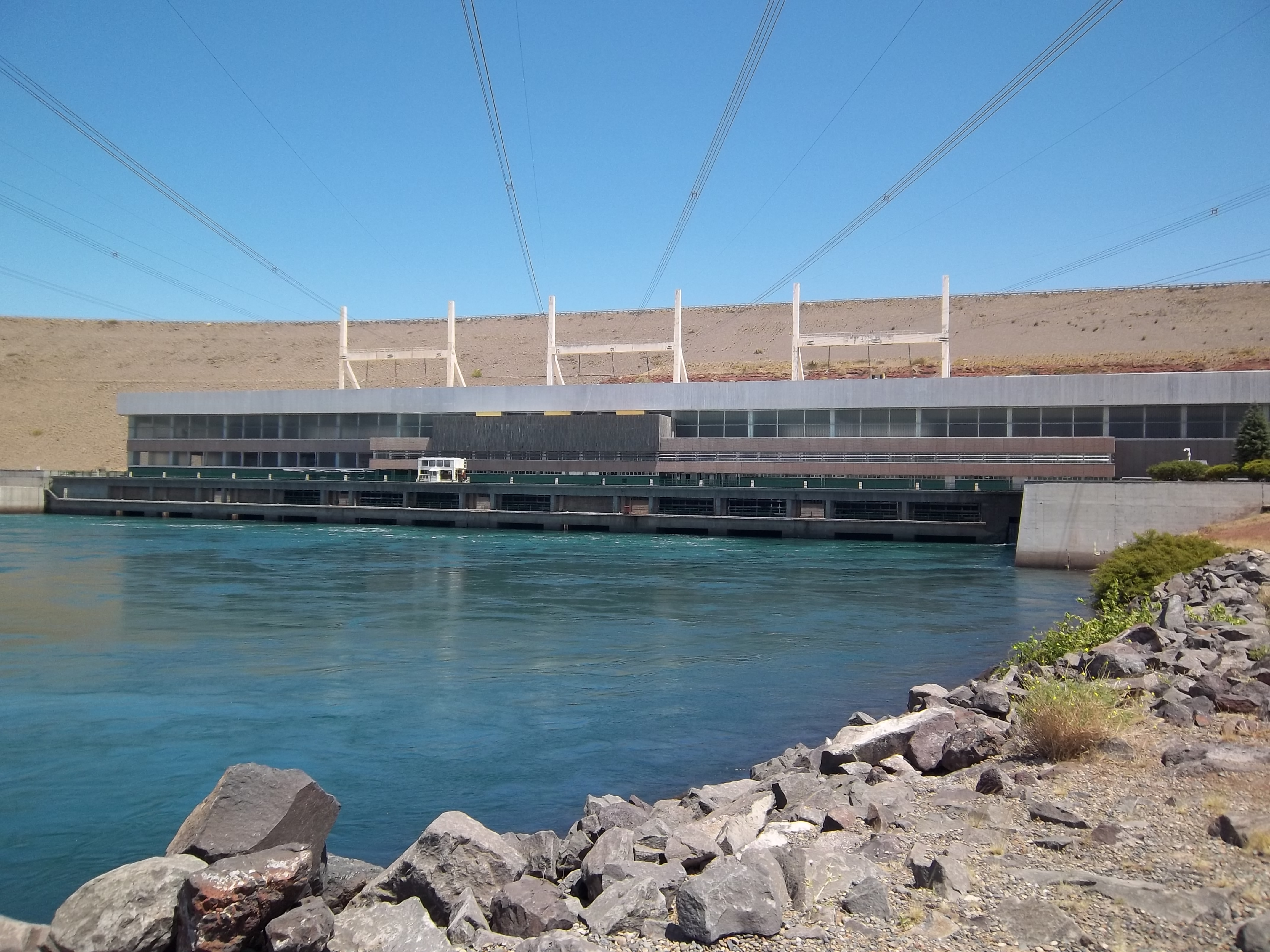
Barrage d'El Chocón, 2011.
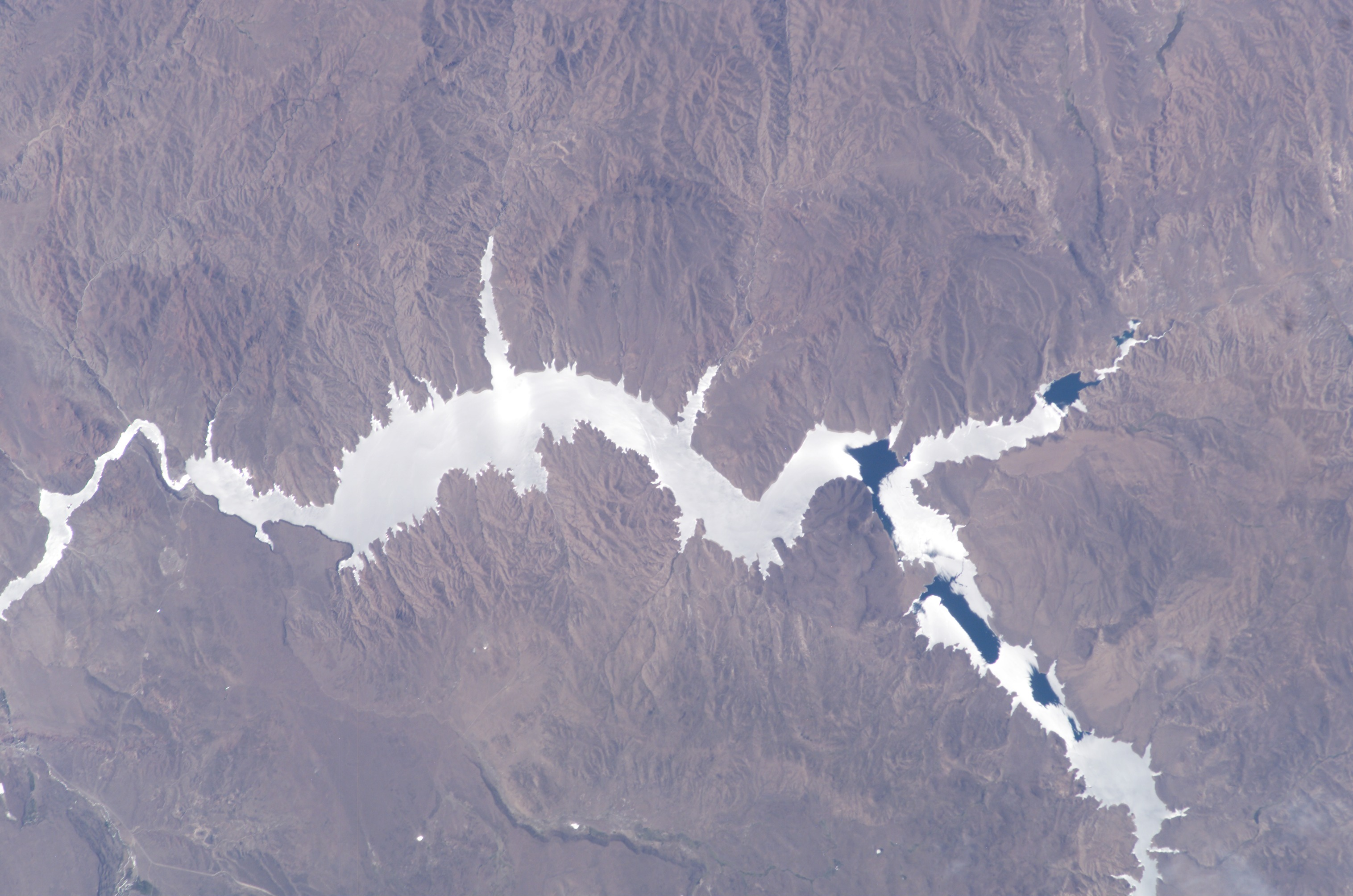
Réservoir du barrage de Piedra del Águila, 2005.

Le Río Limay compte plusieurs grands barrages dans la province de Neuquén, d'amont en aval : barrage d'Alicurá (1 020 MW) mis en service en 1987, barrage de Piedra del Águila (1 400 MW) mis en service en 1993-94, barrage de Pichi Picún Leufú (1 400 MW) mis en service en 1999, barrage d'El Chocón (1 200 MW) mis en service de 1972 à 1977, et barrage d'Arroyito (120 MW) mis en service en 1972.

Barrages du Río San Juan
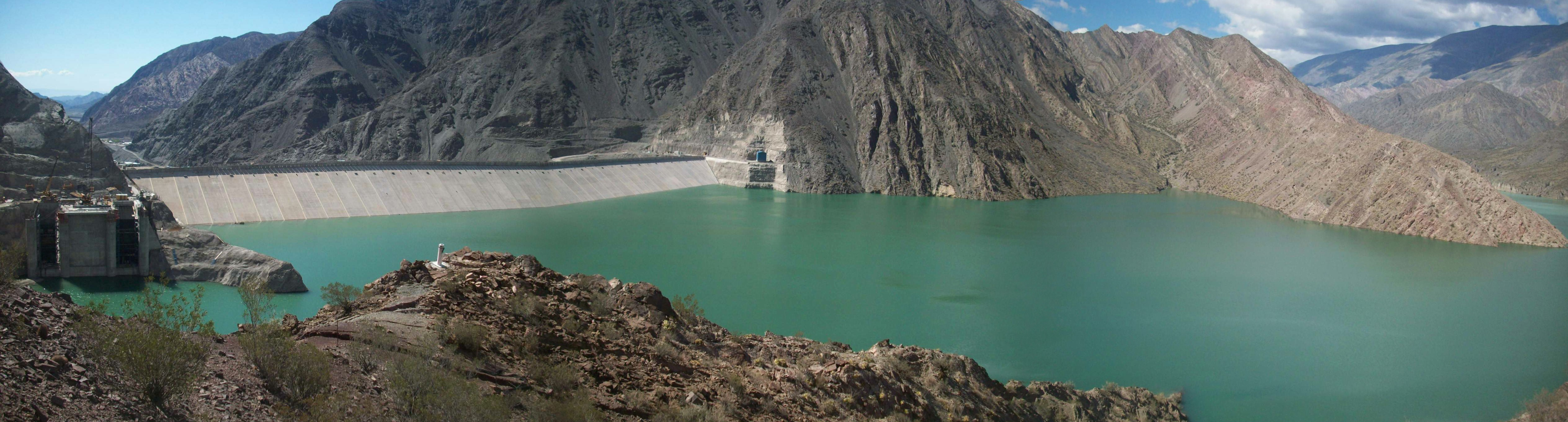
Barrage Los Caracoles, San Juan, 2009.
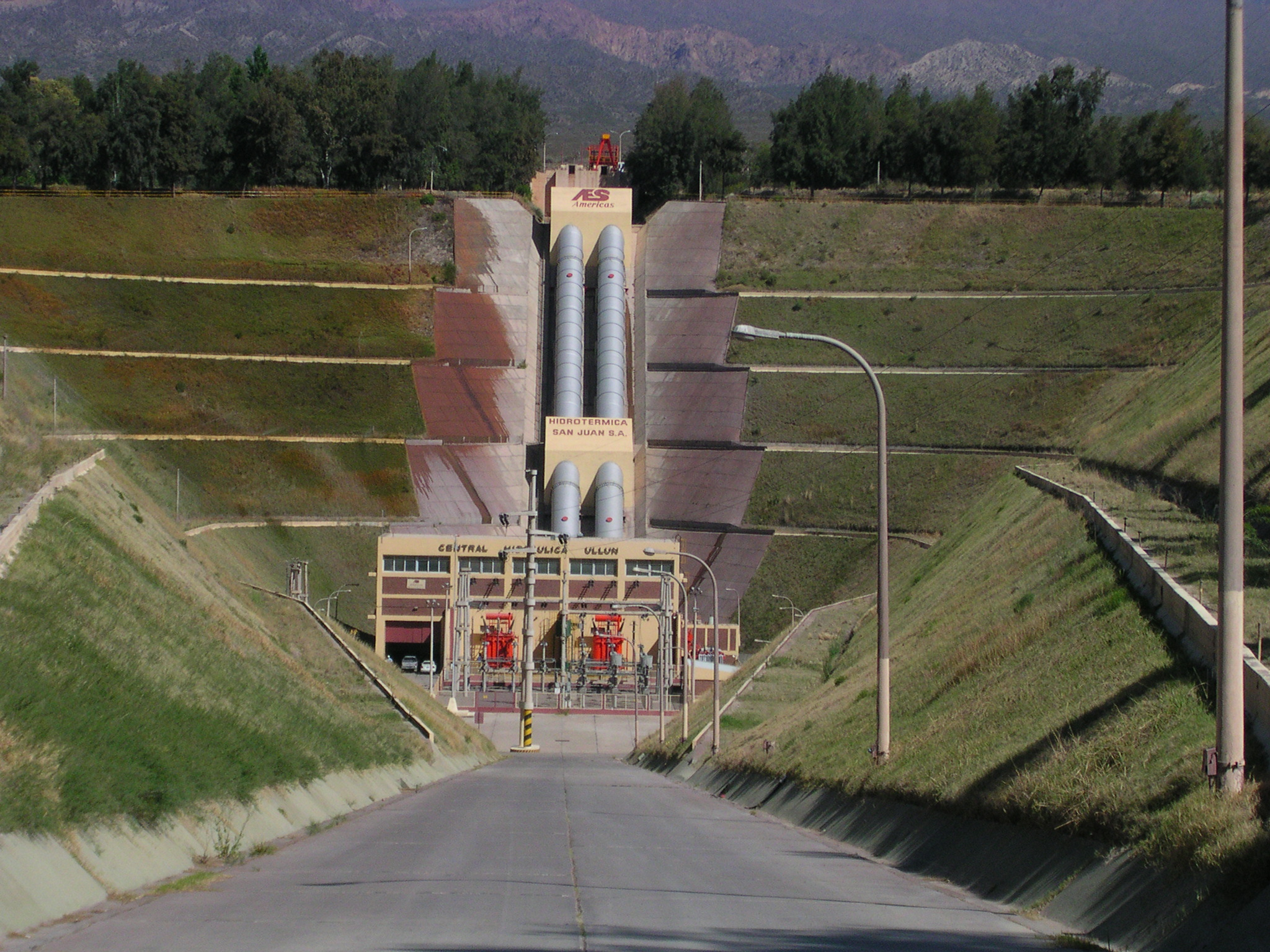
Barrage d'Ullum, San Juan, 2010.
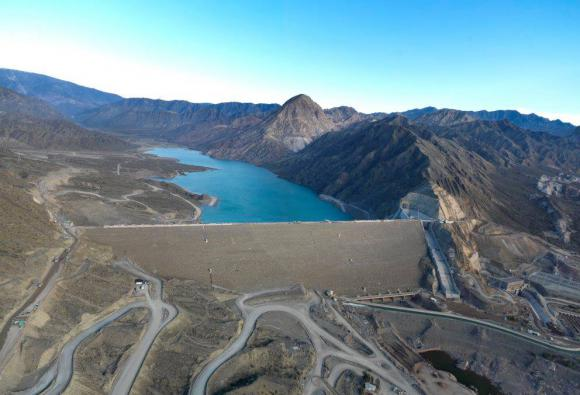
Barrage de Punta Negra en avril 2016.

Le Río San Juan, dans la Province de San Juan à la frontière chilienne, compte déjà deux centrales hydroélectriques : Los Caracoles (132 MW) et Quebrada de Ullúm (45 MW) ; la troisième est en cours d'achèvement : Punta Negra (65 MW) ; elle permettra d'irriguer 12 000 hectares ; un accord de financement a été signé avec PowerChina pour une quatrième centrale : El Tambolar (75 MW), dont l'achèvement était prévu pour 2020.
En juin 2020, le gouvernement local de la province de Mendoza organise l'appel d'offres pour la réalisation du projet « Portezuelo del Viento » (210 MW) sur le río Grande.
En 2017, le nouveau gouvernement a approuvé deux projets : le complexe de barrages Dr. Néstor Carlos Kirchner et Jorge Cepernic en Patagonie (1 740 MW) et la centrale de Portezuela del Viento (210 MW) dans la province de Mendoza.
Deux projets binationaux étaient en cours de préparation en 2016, au stade des demandes d'autorisations : le complexe Garabí-Panambí (2 200 MW) à la frontière brésilienne et le projet Corpus Christi (2 880 MW) à la frontière du Paraguay.

### Filière nucléaire

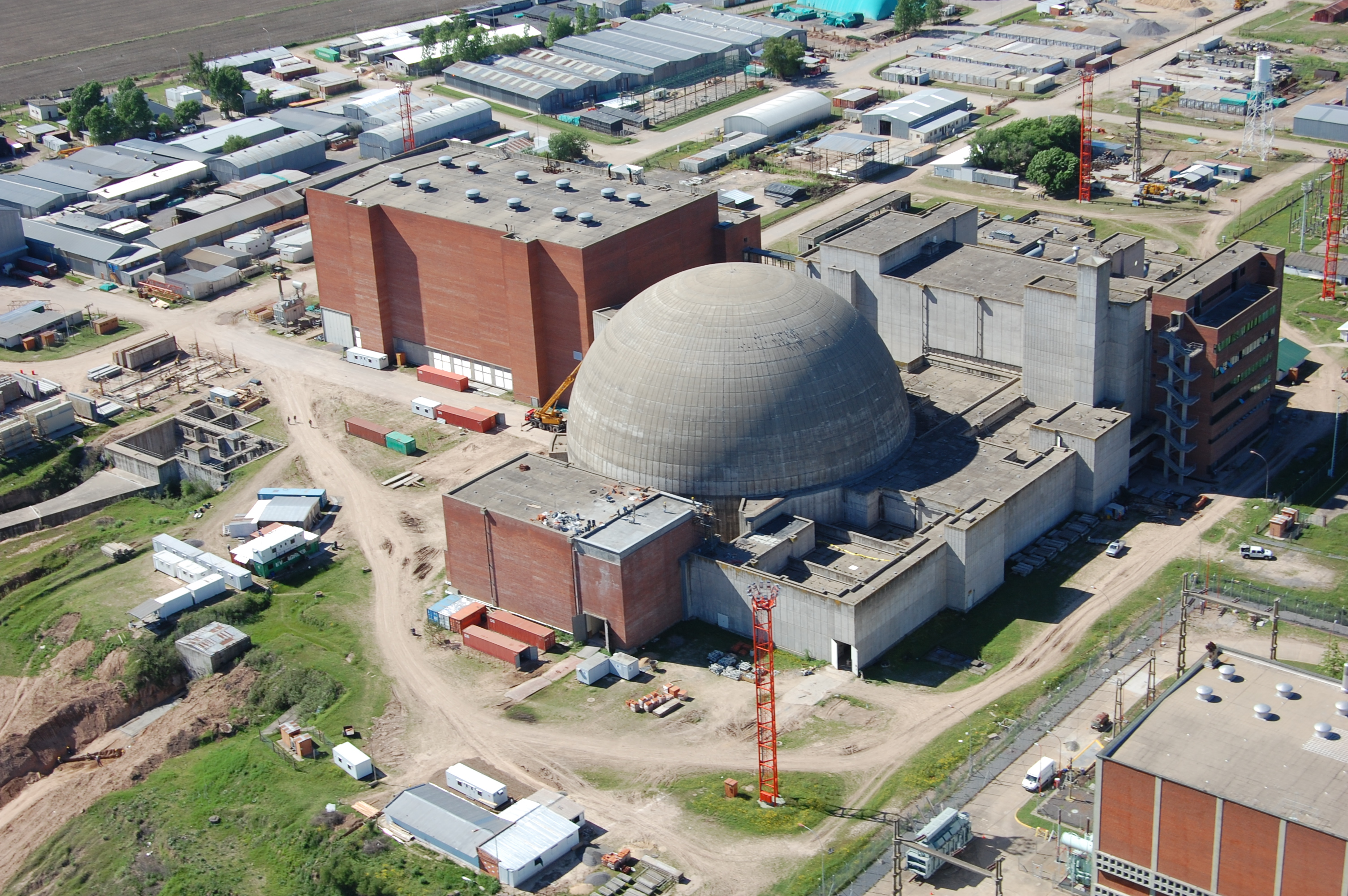
Centrale nucléaire Atucha II en 2007.

L'Argentine possède deux centrales nucléaires. Celle d'Atucha possède deux réacteurs à eau lourde pressurisée : Atucha 1 (340 MW), mis en service en 1974 et Atucha 2 (693 MW), mis en service en 2014), tandis que celle d'Embalse possède un réacteur CANDU de 608 MW, mis en service en 1983. Ensemble, ces réacteurs ont produit 7,9 TWh en 2019, soit 5,9 % de l'électricité du pays. Un quatrième réacteur est en construction depuis 2014 sur le site d'Atucha : CAREM25, petit réacteur à eau pressurisée prototype de 25 MW.
Leur production était de 10,7 TWh en 2020, soit 7,5 % de l'électricité du pays.
Le projet CAREM-25 (Central ARgentina de Elementos Modulares), premier réacteur nucléaire de conception argentine, a pour objectif de permettre à l'Argentine de participer à la compétition mondiale pour le marché des petits réacteurs modulaires. Le premier béton a été coulé en février 2014. Au moins 70 % des composants et des services seront fournis par des compagnies argentines. Des réacteurs CAREM de 120 MW sont prévus.
L'Argentine est membre du Forum international Génération IV.
Le 1er février 2022, Nucleoeléctrica Argentina SA (NA-SA) et China National Nuclear Corporation (CNNC) signent un contrat pour la construction du réacteur Atucha-3, qui sera un Hualong-1 (HPR1000) de 1 200 MWe. Les travaux devraient commencer fin 2022.

### Énergie éolienne

Parcs éoliens en Argentine
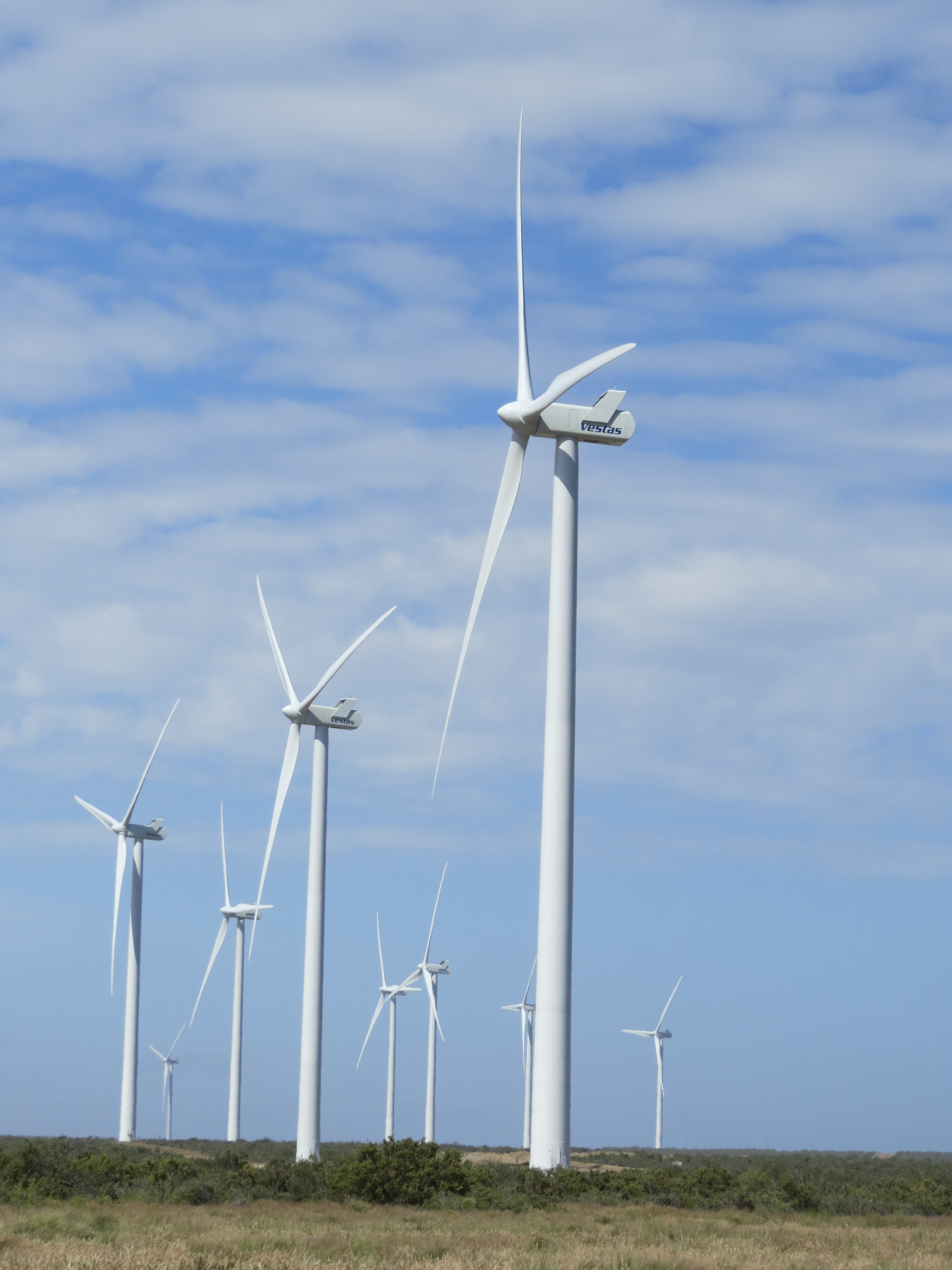
Parc éolien Rawson (77 MW), 2013.
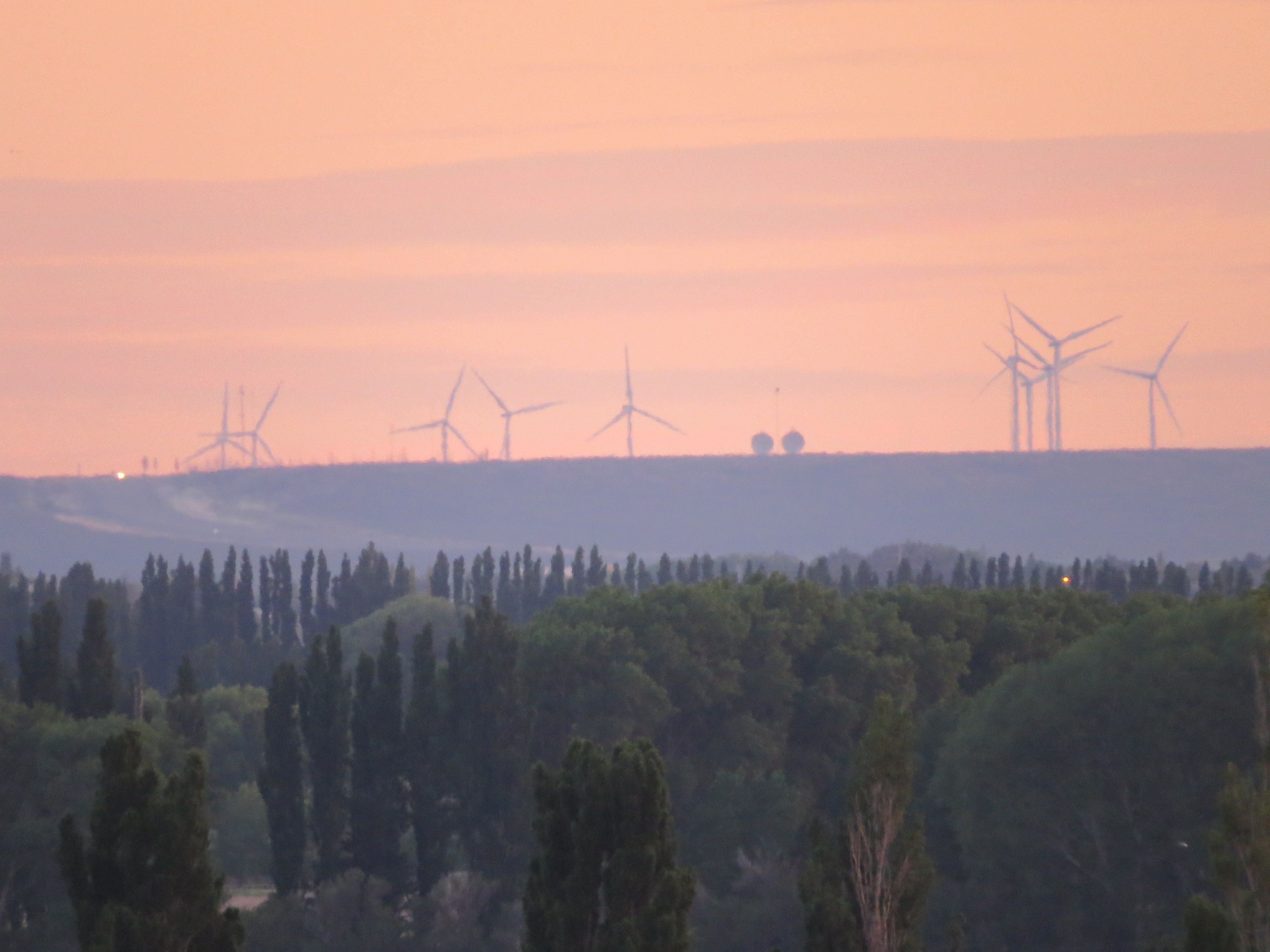
Parc éolien Loma Blanca, 2013.

Le potentiel éolien de l'Argentine est très important. Un frein considérable à son développement est qu'il est concentré en Patagonie, région très éloignée des centres de consommation du pays et non reliée au réseau électrique national.
La production d'électricité éolienne atteignait 9,4 TWh en 2020, soit 6,5 % de la production d'électricité du pays.
L'Argentine se situe fin 2023 au 6e rang en Amérique pour sa puissance installée éolienne avec 3 704 MW, soit 1,7 % du total américain. Les nouvelles installations en 2023 ont atteint 395 MW (+11,9 %).
L'Argentine a installé 1 014 MW en 2020, 669 MW en 2021 et 18 MW en 2022, portant la puissance installée de son parc éolien à 3 309 MW fin 2022, au sixième rang en Amérique.
L'Argentine a installé 445 MW en 2018 et 931 MW en 2019, portant la puissance installée de son parc éolien à 1 604 MW fin 2019, au sixième rang en Amérique ; au cinquième rang, le Chili en a 2 145 MW.
En 2017, seuls 228 MW d'éoliennes sont installées dans le pays, contribuant de façon négligeable à son alimentation électrique.
Le rôle de cette source d'énergie devrait croître considérablement. Le pays a inauguré une usine de turbines éoliennes en juillet 2016.

### Énergie solaire

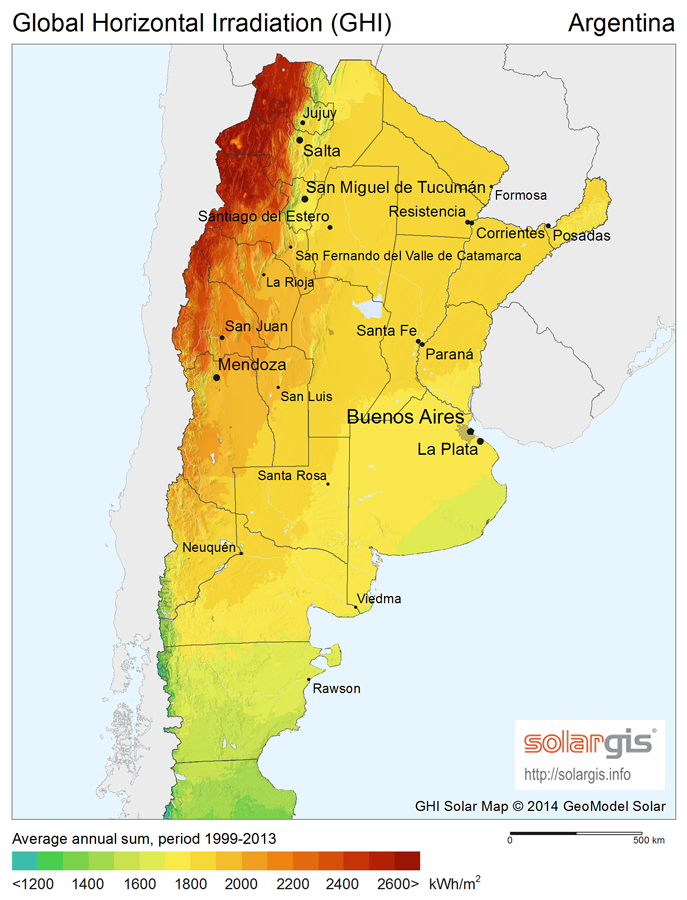
Carte de l'irradiation solaire en Argentine, SolarGIS 2014.

La production d'électricité solaire atteignait 1,34 TWh en 2020, soit 0,9 % de la production d'électricité du pays.
En 2021, 200 MWc ont été installés en Argentine, en 2020 : 320 MWc, en 2019 : 500 MWc.
En mai 2019 a été inauguré le parc photovoltaïque Iglesia – Estancia Guañizuil dans la commune de Las Flores, province de San Juan. Ses 287 080 panneaux lui confèrent une puissance de 80 MWc.
En mai 2019, le parc photovoltaïque Ullum III (32 MWc) est entré en service. Dans la province de Jujuy, le parc en construction de Cauchari sera le plus grand d'Amérique du sud avec 300 MWc. Depuis 2016, 14 parcs solaires sont entrés en service, portant la puissance installée solaire à 373 MWc, et 19 autres sont en construction.
En décembre 2018, trois parcs solaires photovoltaïques totalisant 100 MWc ont été mis en service : Ullum I et II (25 MWc chacun), dans la province de San Juan et Villalonga I (50 MWc), au sud de Bahía Blanca. Fin 2018, 23 projets d'énergies renouvelables sont en fonctionnement, d'un total de 593 MW, dont 8 parcs éoliens, 7 parcs solaires, 1 petite centrale hydroélectrique, 4 centrales à biogaz et 3 de biomasse, et 92 autres projets sont en construction pour 3 667 MW.

### Consommation d'électricité
Avec une consommation d'électricité de 2 982 kWh/habitant en 2018, l'Argentine se situe 8,5 % au-dessous de la moyenne mondiale : 3 260 kWh/hab, mais 44 % au-dessus de celle de l'Amérique latine : 2 065 kWh/hab.

## Impact environnemental
Les émissions de CO2 liées à l'énergie en Argentine étaient en 2021 de 3,72 tonne de CO2 par habitant, inférieures de 13 % à la moyenne mondiale : 4,26 t, mais supérieure de 85 % à celle de l'Amérique latine : 2,01 t.